# Schismatoclada citrifolia
Schismatoclada citrifolia är en måreväxtart som först beskrevs av Jean-Baptiste de Lamarck och Jean Louis Marie Poiret, och fick sitt nu gällande namn av Anne-Marie Homolle. Schismatoclada citrifolia ingår i släktet Schismatoclada och familjen måreväxter.
Artens utbredningsområde är Madagaskar. Inga underarter finns listade i Catalogue of Life.